# Кубок мира по горному бегу 1995
11-й Кубок мира по горному бегу прошёл 10 сентября 1995 года в Эдинбурге, столице Шотландии. Участники соревновались в дисциплине горного бега «вверх-вниз». Разыгрывались 6 комплектов наград: по три в индивидуальном и командном первенствах (мужчины, женщины и юниоры до 20 лет). Среди юниоров могли выступать спортсмены 1976 года рождения и моложе.
Соревнования прошли в центре Эдинбурга в Парке Холируд. Верхняя точка круговой трассы находилась на холме Артурс-Сит (англ. Arthur's Seat), чья высота составляла всего 251 метр относительно места старта. Рельеф местами был близок к кроссовому. Спортсмены уходили на дистанцию от озера Сент-Маргаретс (англ. St. Margaret's Loch).
Забеги сопровождались ясной и солнечной погодой. На старт вышли 220 бегунов (104 мужчины, 70 женщин и 46 юниоров) из 24 стран мира. Каждая страна могла выставить до 6 человек в мужской забег и до 4 человек — в женский и юниорский. Сильнейшие в командном первенстве определялись по сумме мест четырёх лучших участников у мужчин и трёх лучших — у женщин и юниоров.
После неудачного выступления на предыдущем Кубке сборная Италии вновь вернула себе лидирующие позиции, выиграв два личных забега и два командных первенства. Среди юниоров золото выиграл Маурицио Бонетти, опередивший на 21 секунду англичанина Мэттью Мурхауса.
Третий год подряд чемпионский титул среди женщин разыграли Гудрун Пфлюгер из Австрии и Изабель Гийо из Франции. Как и годом ранее в Берхтесгадене, сильнейшей вновь стала Пфлюгер, после чего сравнялась с Гийо по количеству индивидуальных побед на Кубке мира — у обеих стало по три.
Мужской забег с самого старта возглавил шотландец Томми Маррей, горячо поддерживаемый местными болельщиками. Судьба первого места решилась на заключительном спуске в противостоянии Маррея и итальянца Лучо Фрегоны. Более опытный бегун с Апеннин отсиделся за спиной лидера, а за 600 метров до финиша начал финишное ускорение. Маррей ответить на него не смог и в итоге уступил на финише 30 секунд. До 8-го километра среди лидеров также был двукратный чемпион Мартин Джонс из Англии, но затем он упал от обезвоживания и был срочно госпитализирован.

## Призёры
Курсивом выделены участники, чей результат не пошёл в зачёт команды.

### Мужчины
| Дисциплина                                  | Золото                                                                                                  | Золото   | Серебро                                                                                                | Серебро  | Бронза                                                                      | Бронза  |
| ------------------------------------------- | --- | -------- | --- | -------- | --------------------------------------------------------------------------- | ------- |
| 12,2 км перепад высот: +820 м −820 м        | Лучо Фрегона Италия                                                                                     | 51.17    | Томми Маррей Шотландия                                                                                 | 51.46    | Марко Тоини Италия                                                          | 52.01   |
| 12,2 км (команды)                           | Италия · Лучо Фрегона · Марко Тоини · Антонио Молинари · Андреа Агостини · Роберто Барби · Джино Канева | 13 очков | Шотландия · Томми Маррей · Роберт Куинн · Колин Доннелли · Грэм Бартлетт · Питер Даймок · Джон Хепберн | 47 очков | Англия · Джон Тейлор · Крейг Робертс · Марк Кинч · Грег Халл · Кит Андерсон | 62 очка |
| Юниоры 7,85 км перепад высот: +450 м −450 м | Маурицио Бонетти Италия                                                                                 | 33.21    | Мэттью Мурхаус Англия                                                                                  | 33.42    | Мартин Брушак Чехия                                                         | 33.47   |
| Юниоры 7,85 км (команды)                    | Италия · Маурицио Бонетти · Эмануэле Манци · Марко Де Нигрис · Марко Де Гаспери                         | 10 очков | Чехия · Мартин Брушак · Милослав Сухий · Любош Дрыяк · Людек Шир                                       | 17 очков | Франция · Алекс Таврьяк · Сириль Мерль · Седрик Байи · Эрик Турнье          | 41 очко |

### Женщины
| Дисциплина                           | Золото                                                              | Золото   | Серебро                                                                      | Серебро  | Бронза                                                  | Бронза  |
| ------------------------------------ | ------------------------------------------------------------------- | -------- | ---------------------------------------------------------------------------- | -------- | ------------------------------------------------------- | ------- |
| 7,85 км перепад высот: +450 м −450 м | Гудрун Пфлюгер Австрия                                              | 37.00    | Изабель Гийо Франция                                                         | 37.32    | Нивес Курти Италия                                      | 37.43   |
| 7,85 км (команды)                    | Франция · Изабель Гийо · Стефани Манель · Эвелин Мюра · Одиль Левек | 17 очков | Италия · Нивес Курти · Мирела Кабоди · Мария Грация Роберти · Валерия Кольпо | 20 очков | Англия · Сара Янг · Сара Роуэлл · Энн Бакли · Люси Райт | 41 очко |

## Медальный зачёт
Медали завоевали представители 6 стран-участниц.
 Принимающая страна
| Место | Страна    | Золото | Серебро | Бронза | Всего |
| ----- | --------- | ------ | ------- | ------ | ----- |
| 1     | Италия    | 4      | 1       | 2      | 7     |
| 2     | Франция   | 1      | 1       | 1      | 3     |
| 3     | Австрия   | 1      | 0       | 0      | 1     |
| 4     | Шотландия | 0      | 2       | 0      | 2     |
| 5     | Англия    | 0      | 1       | 2      | 3     |
| 6     | Чехия     | 0      | 1       | 1      | 2     |
| Всего | Всего     | 6      | 6       | 6      | 18    |